# Ctesias intermedia
Ctesias intermedia là một loài bọ cánh cứng trong họ Dermestidae. Loài này được Mroczkowski miêu tả khoa học năm 1961.